# 南山镇 (长汀县)
南山镇是中国福建省龙岩市长汀县下辖的一个镇。

## 概述
南山镇位于长汀县东南部。东邻连城县，南连上杭县，西连涂坊镇、河田镇，北接童坊镇。全镇土地总面积226.4平方公里，辖21个村民委员会，244个村民小组，8206户，人口37059人。全镇现有耕地面积28894亩，其中水田26600亩；山地面积339645亩，其中有林地203323亩。 2001年全镇工业总产值24205万元，农业总产值12755万元，农民人均纯收入3297元，粮食总产量16263吨。 

## 行政区划
南山镇共辖21个行政村，分别是：
塘背村、五杭村、洋背村、杨谢村、南山村、邓坊村、桥下村、朱坊村、黄家庄村、廖坊村、连屋岗村、谢屋村、大田村、南田迳村、大坑村、严婆田村、官坊村、长窠头村、蔡屋村、中复村和大坪村。

## 交通
- 319国道